# Grand Bois d'Acren
Grand Bois d'Acren är en skog i Belgien.   Den ligger i provinsen Hainaut och regionen Vallonien, i den centrala delen av landet, 40 km väster om huvudstaden Bryssel.
Trakten runt Grand Bois d'Acren består till största delen av jordbruksmark. Runt Grand Bois d'Acren är det ganska tätbefolkat, med 116 invånare per kvadratkilometer.